# Pennsylvaniában történt légi közlekedési balesetek listája
A Pennsylvaniában történt légi közlekedési balesetek listája az Amerikai Egyesült Államok Pennsylvania államában történt halálos áldozattal járó, illetve a kisebb balesetek, meghibásodások miatt történt, gyakran csak az adott légiforgalmi járművet érintő baleseteket is tartalmazza évenkénti bontásban.

## Pennsylvaniában történt légi közlekedési balesetek

### 1948
- 1948. június 17., Aristes. A United Airlines 624-es járata, egy Douglas DC–6-os típusú utasszállító repülőgép egy téves tűzriadót követően földnek csapódott. A balesetben a gépen tartózkodó 39 utas és 4 fős személyzet, összesen 43 fő életét vesztette.[1][2]

### 2018
- 2018. április 17., Pennsylvania felett. A Southwest Airlines 1380-as járata, egy Boeing 737-7H4 típusú utasszállító hajtóműve meghibásodott. A gép ablaka megsérült és az ablak melletti utast majdnem kitépte a légnyomás különbség a gépből. A többi utas megpróbálta megmenteni, de sikertelenül. A gép kényszerleszállást hajtott végre. Az eset során a 144 utas és az 5 fős személyzet közül 1 fő életét vesztette, 8 fő megsérült.[3]

### 2019
- 2019. augusztus 8., Upper Moreland. Egy egymotoros kisrepülőgép lezuhant egy ház udvarába. A gép a Northeast Philadelphia Repülőtérről szállt fel és Columbusba tartott. A gép fedélzetén utazó 3 fő életét vesztette a balesetben.[4]